# Общественное объединение
Общественное объединение — добровольное, самоуправляемое, некоммерческое формирование, созданное по инициативе граждан, объединившихся на основе общности интересов для реализации общих целей, указанных в уставе общественного объединения. Является институтом гражданского общества.
При этом объединение юридических лиц в России называется ассоциацией. Тем не менее, членами общественного объединения наряду с гражданами могут быть юридические лица — другие общественные объединения.

## Право на объединение
После 1948 года в связи принятой Генеральной Ассамблеи ООН резолюцией 217 А (III), более известной как «Всеобщей декларацией прав человека» эти права и, в частности, право на объединение — становятся «глобальным мерилом права». На международном уровне общественные объединения регулируются на основе международных документов универсального характера, региональных международных соглашений, а также актов учреждений ООН.
Согласно работе Лысенко «Право на объединение» можно отнести к общественно-политическим правам и свободам, прописанным в российской Конституции. Отдельно отмечается что политическая часть не является исключительной и подразумевается, что люди могут объединяться и для достижения социальных, экономических и иных целей.

## Используемые понятия

### Международная практика
В рамках международной практики «общественные объединения» называются «общественными организациями» или «неправительственными организациями» (non-governmental organization).

### Англоязычная литература
В рамках англоязычной литературы в США и некоторых других странах общественные объединения называются «неприбыльная некоммерческая организация» (not-for-profit organization). В рамках англоязычной литературы в Англии данную смысловую нагрузку в полной мере выражает понятие «благотворительная организация» (сharity). Также в ходу остальные смежные выражения данного понятия:
- «частная добровольческая организация» (рrivate voluntary organization);
- «организация гражданского общества» (сivil social organization).

### Франкоязычная литература
Французское понятийное поле достаточно сильно зарегулировано Французским законодательством, различающим объединения по различным признакам.

### Постсоветское пространство
В странах СНГ и восточной Европы преобладает понятие «общественное объединение».

## Общественные объединения в России

### Понятие общественных объединений
Согласно Лысенко с позиции конституционной правосубъектности наиболее точны определения понятия общественных объединений, данные Авакьяном, Дарковым и Юрьевым на основе критического анализа в ФЗ «Об общественных объединениях».

### Виды общественных объединений
В России общественные объединения могут создаваться в следующих организационно-правовых формах:
- общественная организация;
- общественное движение;
- общественный фонд;
- общественное учреждение;
- орган общественной самодеятельности;
- политическая партия.

Профсоюзы также являются общественными объединениями. Профсоюз не является отдельной организационно-правовой формой общественных объединений и может создаваться в любой организационно-правовой форме, предусмотренной федеральным законом «Об общественных объединениях», за исключением политической партии (на практике профсоюзы обычно действуют в форме общественной организации ввиду возможности наличия членства).

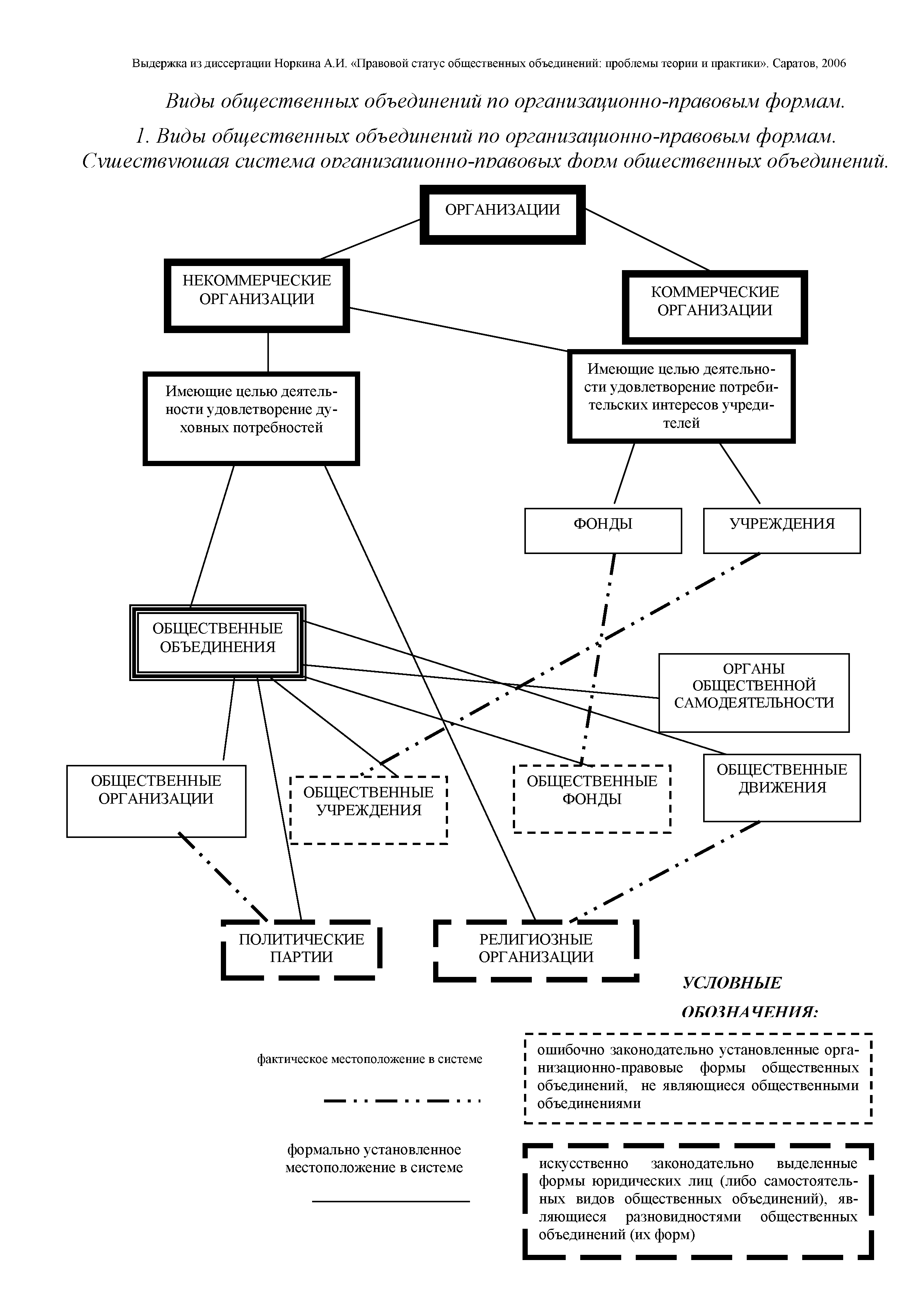
Виды общественных объединений по организационно-правовым формам. Существующая система организационно-правовых форм общественных объединений.
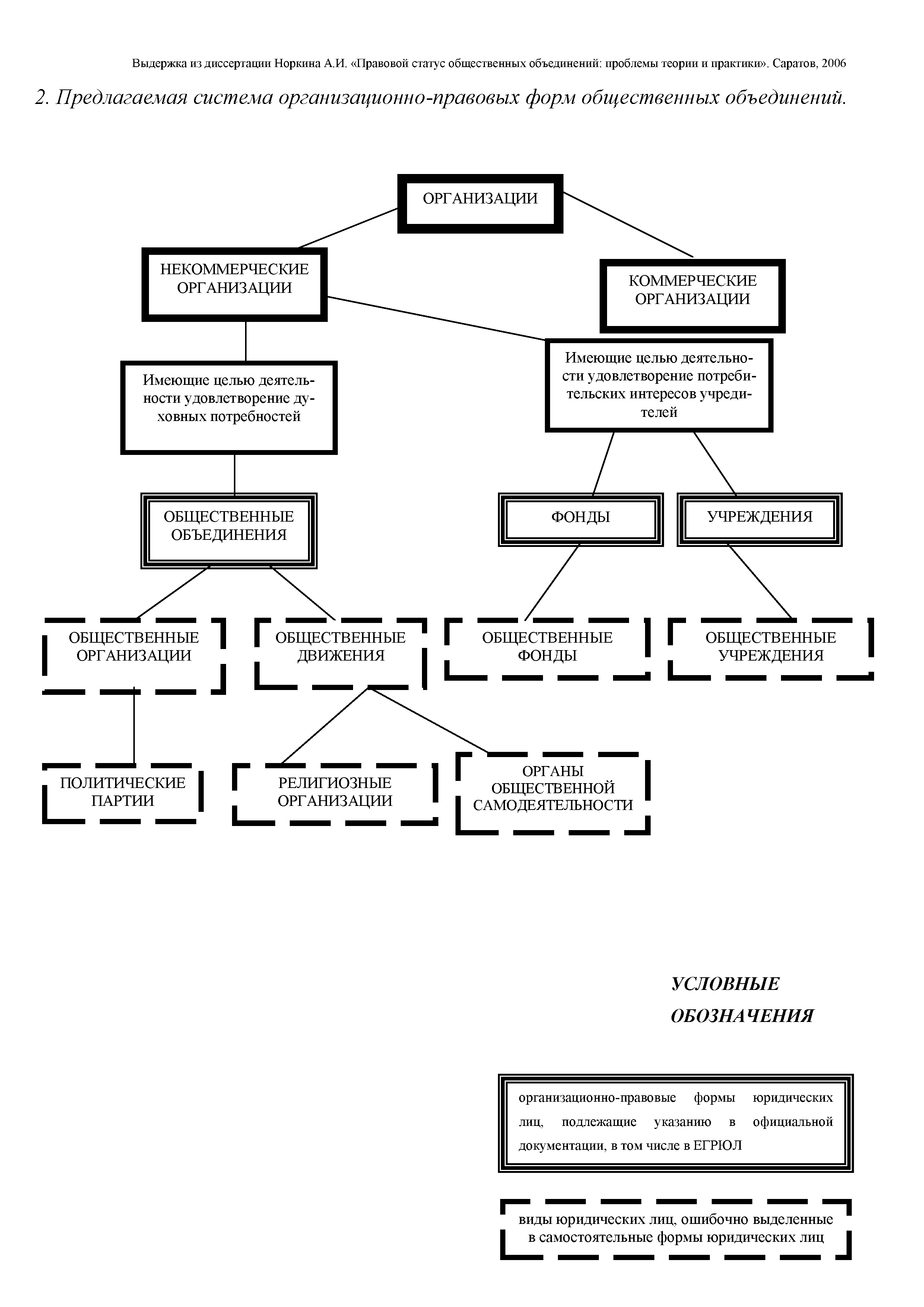
Предлагаемая система организационно-правовых форм общественных объединений.

В России также действуют общественные объединения потребителей.
Особо выделены «религиозные объединения». Согласно статье 6 Федерального закона от 26.09.1997 № 125-ФЗ «О свободе совести и о религиозных объединениях», религиозное объединение — это добровольное объединение граждан РФ, иных лиц, постоянно и на законных основаниях проживающих на территории России, образованное в целях совместного исповедания и распространения веры и обладающее соответствующими этой цели признаками: вероисповедание; совершение богослужений, других религиозных обрядов и церемоний; обучение религии и религиозное воспитание своих последователей. При этом оно вправе действовать как религиозная организация, так и без образования юридического лица в виде неформальной религиозной группы.

## Нормативно-правовые акты
- Международный пакт о правах человека от 10.12.1948
- Федеральный закон от 19.05.1995 N 82-ФЗ «Об общественных объединениях».
- Федеральный закон от 26.09.1997 № 125-ФЗ «О свободе совести и о религиозных объединениях»